# Hypoxylon flavoargillaceum
Hypoxylon flavoargillaceum är en svampart som beskrevs av J.H. Mill. 1934. Hypoxylon flavoargillaceum ingår i släktet Hypoxylon och familjen kolkärnsvampar.   Inga underarter finns listade i Catalogue of Life.